# 湯·史迺頓
湯·史迺頓（Tom Sneddon）前蘇格蘭足球運動員和教練。

## 足球生涯
史迺頓球員時代司職後衛，曾效力於蘇格蘭南部皇后足球會和英格蘭羅奇代爾足球會。
1947-48賽季，史迺頓執教斯洛伐克斯洛雲體育會。1948年，成為荷蘭國家足球隊主教練。
1954年至1956年，擔任香港足球代表隊主教練，曾帶領香港隊獲得1956年亞洲盃足球賽季軍。